# Springfield Park
Springfield Park är en park i Storbritanniens huvudstad London.   Den ligger i kommunen Hackney i grevskapet Greater London och riksdelen England, i den södra delen av landet. Springfield Park ligger 8 meter över havet.
Springfield Park skapades år 1905 på tre privata tomter. Ett av husen finns fortfarande kvar och är idag ett cafe. Den 14,7 hektar stora parken är ett lokalt naturreservat.

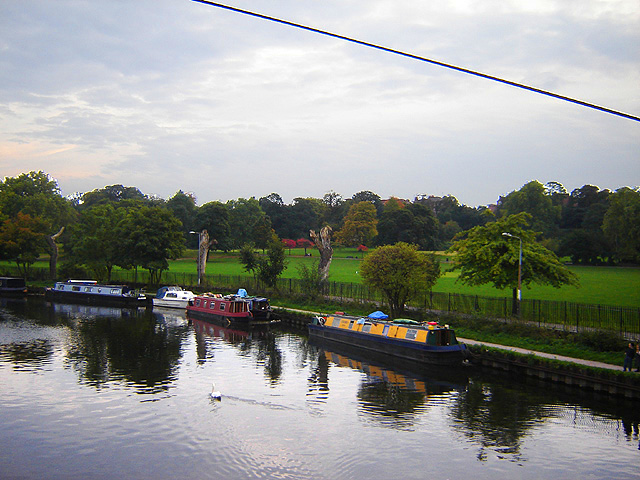
Flodbåtar vid Springfield Park

Springfield park sträcker sig från kanten av kullen Stamford Hill ner mot dragvägen till kanalen River Lee Navigation längs  floden Lea. På andra sidan av floden finns en bassäng för flodbåtarna som åker på kanalen. 
Från de högst belägna delarna av parken har man utsikt över  Walthamstow Marshes till stadsdelen Walthamstow och skogen Epping Forest.
Parken och rekreationsområdet Spring Hill Recreation Ground, som ligger omedelbart norr om parken, bildar ett sammanhängande publikt område.
Terrängen runt Springfield Park är platt. Runt Springfield Park är det mycket tätbefolkat, med 9 644 invånare per kvadratkilometer. Närmaste större samhälle är City of London, 6,9 km söder om Springfield Park. Runt Springfield Park är det i huvudsak tätbebyggt.
Kustklimat råder i trakten. Årsmedeltemperaturen i trakten är 12 °C. Den varmaste månaden är juli, då medeltemperaturen är 23 °C, och den kallaste är december, med 2 °C.